# Киртока, Василий Афанасьевич
Василий Афанасьевич Киртока (рум. Vasile Chirtoca; род. 20 сентября 1958, с. Гидерим, Котовский район, Одесская область, Украинская ССР, СССР) — молдавский политик, предприниматель, филантроп. Мастер спорта СССР по боксу. Президент Молдавской федерации бокса. Член Муниципального совета Кишинёва (2015—2022).

## Биография
Василий Киртока родился 20 сентября 1958 года в молдавском селе Гидерим, в Котовском районе, Одесской области, Украинской ССР, СССР.

#### Детство
Василий Киртока воспитывался в многонациональной семье педагогов: его отец, молдаванин, уроженец молдавского села Липецкое Одесской области Украины, а мать родилась в польско-молдавской семье в украинском селеа Красненькое, Молдавской ССР, расположенном недалеко от Рыбницы. Отец Василия Киртоки, Афанасий Яковлевич, преподавал историю, мама Ольга Васильевна (девичья фамилия Шкуровская) – русский язык и литературу. Познакомились они в селе Фалештского района, туда прошедшего войну молодого специалиста направили из Тираспольского института, а Ольга Васильевна работала там директором школы. Так соединились их судьбы,  после чего они решают переехать ближе к родителям мужа в село Гидерим, где семья прожила 14 лет, а отец Василия работал директором школы и председателем колхоза.
Василий – третий, младший из детей, родился уже в Гидериме, у него две старших сестры. В неполные 5 лет Василий настоял на том, чтобы пойти вместе со средней сестрой в школу, в нулевой класс. В 1972 году семья переезжает в Молдавскую ССР, в город Страшены.

#### Семья
Женат: супруга Валентина, сыновья Алексей и Владислав. Валентина возглавляет совет директоров в автомобильном бизнесе, сыновья руководят другими направлениями в группе DAAC Hermes.

#### Образование
В 1974 году окончил среднюю школу в городе Страшены. В 1979 году, с лучшим результатом на специальности, окончил Одесский политехнический институт, получив квалификацию инженера-механика.

#### Трудовая и предпринимательская деятельность
Трудовая биография Киртоки начинается в Кишинёвском государственном союзном проектном институте Министерства электронной промышленности СССР. Здесь он прошёл путь от инженера до главного инженера проектов. Впоследствии был переведён на должность директора Кишинёвского филиала Новосибирского Государственного проектного института Министерства радиопромышленности СССР (с октябрь 1989 по апрель 1992 года).
1989 год — Киртока создал научно-техническую кооперативную фирму «Голубая волна», которая проектировала и строила системы очистки сточных вод от промпредприятий. В настоящее время эта компания называется DAAC Ecoplant SRL и занимается реализацией проектов в сфере экологического сельского хозяйства.
1992 год — становится председателем Правления акционерного общества POLIPROIECT, и генеральным директором первой в Молдове финансовой компании DAAC Invest, получившей лицензию №1 на право деятельности на рынке ценных бумаг страны.
1994 год — создал коммерческое акционерное общество DAAC Hermes, которое является крупнейшим в стране холдингом по продаже и сервисному обслуживанию автомобилей. Эта же компания реализует ряд проектов в области экологического сельского хозяйства, улучшения среды обитания человека и туризма. В период, когда в Республике Молдова проводилась массовая приватизация, создал приватизационный инвестиционный фонд DAAC Hermes, ставший впоследствии одной из крупных финансово-промышленных групп страны под названием АО DAAC Hermes Grup.
В группу DAAC Hermes входят более 40 хозяйствующих субъектов, объединённых общей стратегией развития. Предприятия группы действуют в различных отраслях молдавской экономики: машиностроении; производстве косметики и парфюмерии; сельском хозяйстве; продаже, ремонте и обслуживании сельскохозяйственной техники; торговле автомобилями и их сервисном обслуживании; информационных технологиях, недвижимость. Общий оборот группы компаний составил в 2023 году около 200  млн евро, было создано свыше 2000 рабочих мест.

## Спортивная деятельность
Василий Киртока – мастер спорта СССР по боксу. Победитель всесоюзных турниров в Симферополе и Ильичевске, двукратный призёр Всесоюзного турнира в Киеве. С начала 1993 года является бессменным президентом Молдавской федерации бокса. Под его руководством молдавский бокс воспитал призёров олимпийских игр и чемпионатов Европы, таких как Виталий Грушак, Вячеслав Гожан (чемпион Европы), Игорь Самойленко, Александр Рышкан, Дмитрий Галагоцб Александр Параскив, Василий Чеботарь и др.

## Общественно-политическая деятельность
1994 год — инициатор создания Ассоциации профессиональных участников рынка ценных бумаг, сопредседателем которой он был на протяжении всего периода ее существования.
1997 год — один из создателей и сопредседателей политической партии «Фурника».
1998 – 2000 годы — член политсовета Демократической партии Молдовы.
1997 – 2000 годы — член Экономического совета при президенте Республики Молдова.
2004 – 2008 годы — член экономического совета при премьер-министре Республики Молдова.
На протяжении многих лет Василий Киртока являлся членом Президиума Национальной конфедерации Патроната.
25 апреля 2015 года Киртока был официально выдвинут кандидатом на должность генерального примара (мэра) Кишинёва от ПКРМ. В 2019 году вошёл в Муниципальный совет Кишинева по спискам ПСРМ.

## Филантропическая деятельность
На протяжении многих лет, Василий Киртока и предприятия группы DAAC ведут активную благотворительную и спонсорскую деятельность, оказывая поддержку многим организациям и деятелям культуры, спорта, детским домам, лицеям и школам-интернат, а также: многим нуждающимся в помощи физическим лицам.
Активный популяризатор культуры, экологии и здорового образа жизни. По инициативе Василия Киртока и его супруги Валентины издательством DAAC Hermes Pres изданы книги создателя системы экологического сельского хозяйства «Пермакультура Хольцера», известного итальянского повара Анджелы Аграти Прандж «Аппетитные макробиотические и веганские блюда на каждый день» (2016 год), книги с текстами и музыкой молдавских песен (2006, 2009 годы). В 2018 году, по инициативе Василия Киртока в Национальном театре оперы и балета состоялся концерт, в котором артисты из Республики Молдова и Украины исполнили лучшие молдавские песни 70-80-х годов 20-го столетия. Одновременно, был издан альбом из двух дисков, в который вошли 28 лучших молдавских песен советских времен в современном исполнении. Также, по инициативе Василия Киртока, на средства компании DAAC Hermes SA недалеко от молдавского села Варница создается природный парк Vio Parc Varnita, который может стать уникальным проектом не только в Молдове, но и в Европе, в целом.

## Титулы и премии
- орден Трудовой славы (2007 год);
- орден Молдавской Митрополии «Штефан чел Маре ши Сфынт» (2011 год);
- высший орден Национального Олимпийского комитета Молдовы (2014 год);
- высшая награда Республики Молдова – орден Республики (2018 год).